# Diabroctis cadmus
Diabroctis cadmus är en skalbaggsart som beskrevs av Edgar von Harold 1868. Diabroctis cadmus ingår i släktet Diabroctis och familjen bladhorningar. Inga underarter finns listade i Catalogue of Life.